# Concrete Rose
Concrete Rose è il quarto album della cantante R&B statunitense Ashanti, pubblicato nel 2004 per la Murder Inc./Island Def Jam.

## Descrizione
Dopo il successo del suo secondo album in studio Chapter II, Ashanti confermò nel novembre 2003 di aver iniziato a pianificare il suo terzo album in studio, che sarebbe dovuto uscire a metà 2004. Nel febbraio 2004, Ashanti disse che l'album aveva «un nuovo suono, un nuovo sapore», e disse di voler «toccare più argomenti che non ho toccato con il primo e il secondo disco». Ha anche confermato di aver già registrato tre canzoni per l'album assieme a Chink Santana e Irv Gotti, mentori della cantante sin dall'album di debutto.
Il progetto discografico si compone di diciannove brani scritti dalla cantante assieme a numerosi autori, oltre a Chink Santana e Irv Gotti, Denzil Foster, Malcolm Flythe, Devin the Dude, Scarface e Too Short. Nell'album sono inoltre presenti collaborazioni con T.I., Channel 7, Ja Rule e Lloyd.

## Tracce
1. Concrete Rose Intro – 1:17 (Seven Aurelius, Irving Lorenzo)
2. Still Down (feat. T.I.) – 4:13 (Ashanti Douglas, Clifford Harris, Malcolm Flythe, Irving Lorenzo, Kendred Smith)
3. Message to the Fans (Skit) – 0:23 (Ashanti Douglas, Seven Aurelius, Irving Lorenzo, Denzil Foster, Jay King, Thomas McElroy)
4. Only U – 3:06 (Ashanti Douglas, Seven Aurelius, Irving Lorenzo, Jerry Barnes, Selan Lerner)
5. Focus – 3:17 (Ashanti Douglas, Seven Aurelius, Irving Lorenzo, Jerry Barnes, Selan Lerner)
6. Don't Let Them – 4:23 (Ashanti Douglas, Irving Lorenzo, Demetrius McGhee, Earl Randle, Lawrence Seymour, Willie Mitchell, Yvonne Mitchell)
7. Love Again – 4:08 (Ashanti Douglas, Seven Aurelius, Irving Lorenzo, Devin Copeland, Mike Dean, Brad Jordan, Winston Rogers, Todd Shaw)
8. Take Me Tonight (feat. Lloyd) – 4:05 (Ashanti Douglas, Irving Lorenzo, Lloyd Polite, Kendred Smith)
9. U – 3:35 (Ashanti Douglas, Seven Aurelius, Irving Lorenzo, Donald DeGrate)
10. Every Lil' Thing – 3:56 (Ashanti Douglas, Seven Aurelius, Irving Lorenzo)
11. Turn It Up (feat. Ja Rule) – 4:16 (Ashanti Douglas, Seven Aurelius, Irving Lorenzo, Jeffrey Atkins, Curtis Mayfield, Kendred Smith)
12. Buck 3000 (Skit) – 0:22 (Ashanti Douglas, Irving Lorenzo, Andre Parker)
13. So Hot – 4:57 (Ashanti Douglas, Seven Aurelius, Irving Lorenzo)
14. Don't Leave Me Alone (feat. 7 Aurelius) – 3:33 (Ashanti Douglas, Seven Aurelius, Irving Lorenzo)
15. Sister Stories (Skit) (feat. Shi Shi) – 0:45 (Ashanti Douglas)
16. Freedom – 3:51 (Ashanti Douglas, Irving Lorenzo, Demetrius McGhee)
17. Wonderful (feat. Ja Rule e R. Kelly) (Remix) – 4:41 (Ashanti Douglas, Irving Lorenzo, Jeffrey Atkins, Kendred Smith, Robert Kelly)

Traccia aggiunta nella versione inglese
1. Touch My Body – 3:30 (Ashanti Douglas, Irving Lorenzo, Jimi Kendrix)

Tracce aggiunte nella versione giapponese
1. Touch My Body – 3:30 (Ashanti Douglas, Irving Lorenzo, Jimi Kendrix)
2. Spend The Night – 3:30 (Ashanti Douglas, Seven Aurelius, Irving Lorenzo, Andre Parker)

## Successo commerciale
Concrete Rose ha esordito al numero sette della classifica Billboard 200 nel dicembre 2004 e nella classifica Top R&B/Hip-Hop Albums al numero uno con 254 000 copie vendute nella prima settimana. L'album è stato certificato platino dalla RIAA il 14 gennaio 2005 per aver superato il milione di copie vendute ed è rimasto nella classifica Billboard 200 per 20 settimane.

## Classifiche

### Classifiche settimanali
| Classifica (2004-05) | Posizione massima |
| -------------------- | ----------------- |
| Francia              | 98                |
| Germania             | 36                |
| Paesi Bassi          | 73                |
| Regno Unito          | 25                |
| Stati Uniti          | 7                 |
| Svizzera             | 66                |

### Classifiche di fine anno
| Classifica (2005) | Posizione |
| ----------------- | --------- |
| Stati Uniti       | 76        |